# Taille (champagne)
De taille is in de champagne het most dat bij de tweede persing uit een marc van 4000 kg druiven wordt geperst.
De eerste persing is de cuvée van 2050 liter. De taille die met meer druk uit de druiven wordt geperst mag maximaal 500 liter zijn. De taille is bij pinot noir en pinot meunier van mindere kwaliteit omdat er te veel tannine uit de schillen, pitten en stelen wordt onttrokken. Tannine hoort in champagnes niet thuis. De taille van de chardonnay kan wel in champagnes worden verwerkt.